# Harpactus laevis laevis
Harpactus laevis laevis é uma subespécie de insetos himenópteros, mais especificamente de vespas pertencente à família Crabronidae.
A autoridade científica da subespécie é Latreille, tendo sido descrita no ano de 1792.
Trata-se de uma subespécie presente no território português.